# RRS Ernest Shackleton
Ne doit pas être confondu avec RRS Shackleton.
Le RRS Ernest Shackleton est un brise-glace et navire océanographique opérant pour la British Antarctic Survey. C'est avant tout un navire de soutien logistique utilisé pour ravitailler les stations scientifiques en Antarctique.

## Historique
Sous le nom de  MV Polar Queen, ce navire est lancé en 1995 pour la compagnie norvégienne GC Rieber Shipping (en) ; il opérait en Antarctique pour des programmes nationaux. La British Antarctic Survey l'acquiert par un affrètement à long terme en août 1999, et le rebaptise Ernest Shackleton, du nom de l’explorateur polaire britannique. Il remplace le RRS Bransfield.
Le 8 avril 2012, il a porté assistance au navire océanographique brésilien Ary Rongel ; emprisonné dans un pack trop épais au voisinage de la péninsule Antarctique, l’Ary Rongel a d'abord de l'assistance de l’Ernest Shackleton par radio et méls ; ils se sont rejoints à 20 h. Celui-ci l'a dégagé et accompagné à l'Île de la Déception afin de lui libérer la route.

## Construction
L’Ernest Shackleton a une structure renforcée pour affronter la glace, avec une double coque. Ses capacités lui permettent d'exécuter des missions de logistique variées, mais aussi des tâches scientifiques. Il transporte un tender, le Tula, pour transporter le personnel et les équipements sur le rivage quand il lui est impossible d'accoster. Il peut également accueillir un hélicoptère de type Super Puma.
Il est enregistré à Port Stanley, aux îles Malouines.

## Service
L’Ernest Shackleton réalise des missions de ravitaillement et de surveillance en Antarctique. Il a transporté du matériel et des équipements scientifiques depuis l'Humber et se rend dans l'Antarctique en septembre-octobre chaque année, et revient en mai-juin. Après un passage en cale sèche pour maintenance, il est affrété pour surveiller le trafic commercial pendant l'été de l'Hémisphère nord.

### Laura Bassi (2019-)
Depuis mai 2019 le navire est entré en service sous pavillon italien et ribaptisé N/R Laura Bassi, en hommage à Laura Bassi. Il opère pour l'Istituto nazionale di oceanografia e di geofisica sperimentale - OGS (Institut national d'océanographie et de géophysique expérimentale) de Trieste et se rend, chaque été de l'Hémisphère sud, dans l'Antarctique vers la Base antarctique Mario-Zucchelli.

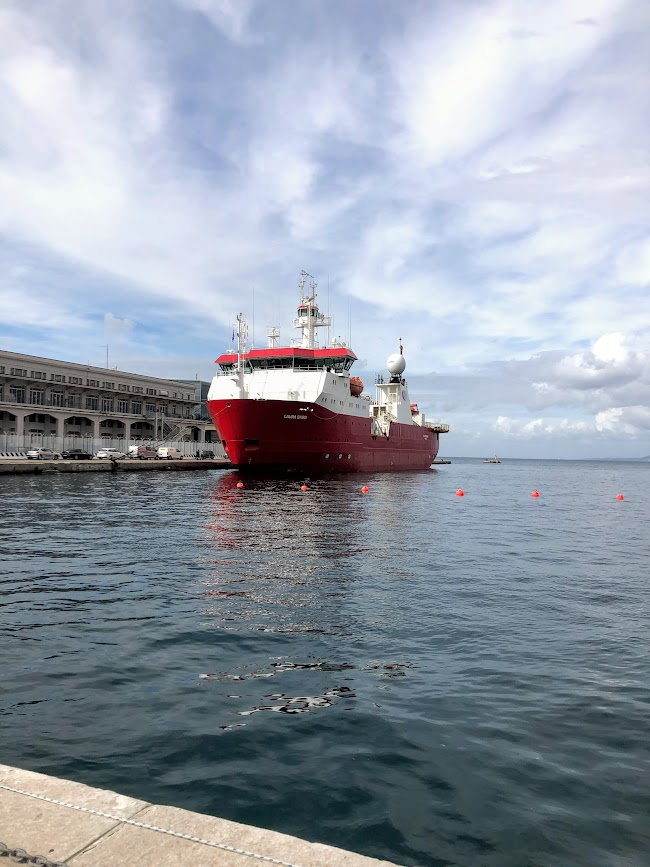
Le navire Laura Bassi amarré dans le port de Trieste.